# ارنست پلاتنر

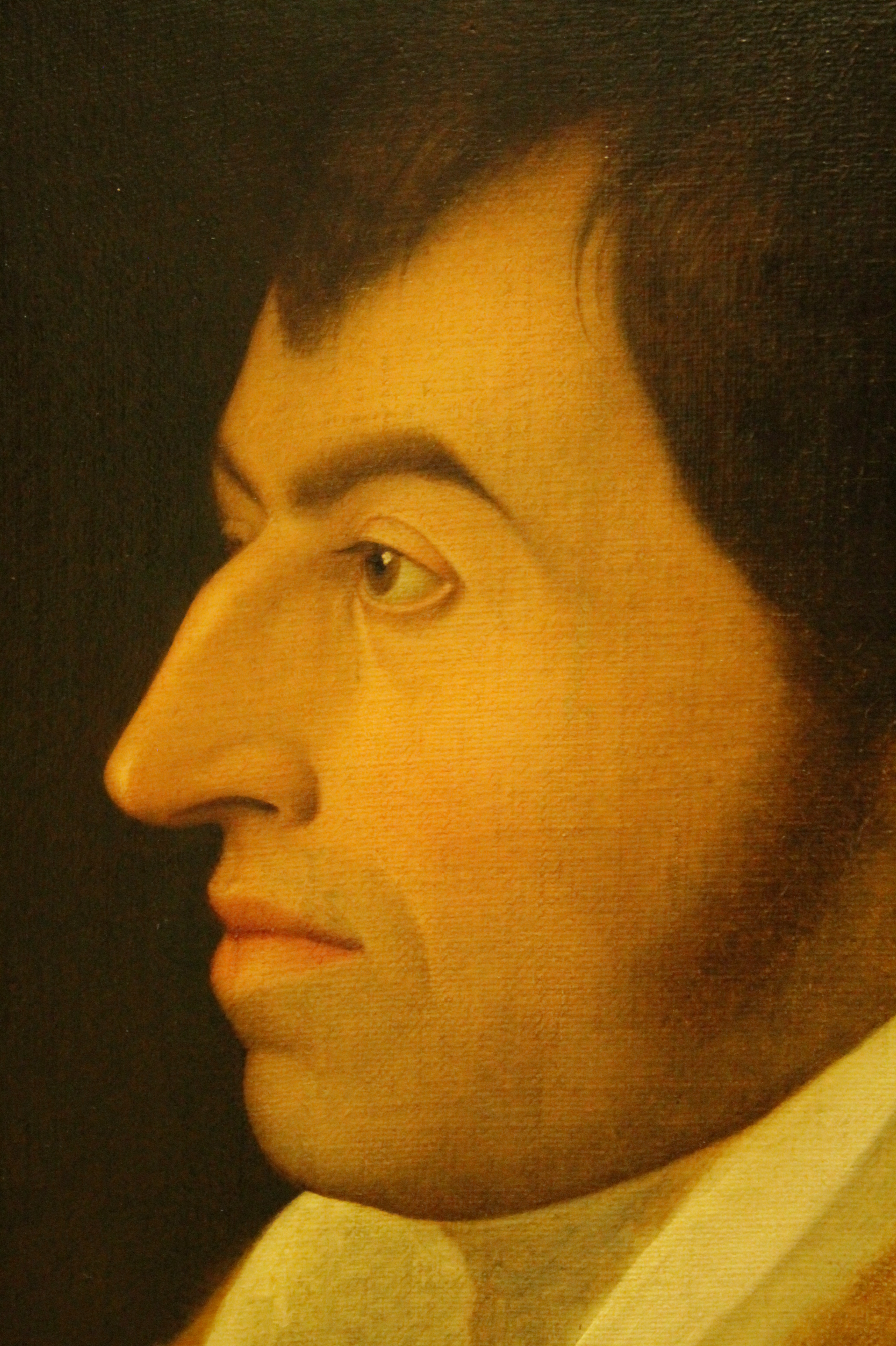
ارنست پلاتنر در سال ۱۸۱۲توسط فردریش اوربیک، آلبرتینوم، درسدن

ارنست پلاتنر (‎/ˈplɑːtnər/‎ ; آلمانی: [ˈplatnɐ] ۱۱ ژوئن ۱۷۴۴ – ۲۷ دسامبر ۱۸۱۸) انسان‌شناس، پزشک و فیلسوف خردگرا آلمانی، متولد لایپزیگ بود. او پدر نقاش ارنست زاخاریاس پلاتنر (۱۸۵۵–۱۷۷۳) بود.

## زندگی
پس از مرگ پدرش در سال ۱۷۴۷، لغت‌شناس یوهان آگوست ارنستی پدر رضاعی او شد. او تحصیلات اولیه خود را در ژیمناسیوم در آلتنبورگ، توماسکوله در لایپزیگ و در ژیمنازیم در گرا دریافت کرد. پس از آن، او در دانشگاه لایپزیگ تحصیل کرد، جایی که در سال ۱۷۷۰ دانشیار پزشکی شد. بعداً در لایپزیک به عنوان استاد تمام فیزیولوژی (۱۷۸۰) و فلسفه (۱۸۱۱) منصوب شد. در ۱۷۸۳/۸۴ و ۱۷۸۹/۹۰به عنوان رئیس دانشگاه خدمت کرد.

## کارها
پلاتنر از پیروان آموزه‌های لایبنیتس بود. او نویسنده انسان‌شناسی برای پزشکان و خردمندان جهان، یکی از مهم‌ترین آثار انسان‌شناسی Spätaufklärung (دوره‌ای از ادبیات آلمان) بود. این اثر بر دانشمندانی از جمله یوهان گوتفرید هردر، فردریش شیلر و کارل فیلیپ موریتز تأثیرگذار بود. او انسان‌شناسی مدرن را به عنوان یک علم پزشکی-فلسفی برای کل فرد تلقی می‌کرد — دیدگاهی که می‌توان آن را پیش درآمد طب روان تنی در نظر گرفت.
پلاتنر در اصل واژه Unbewußtseyn (ناخودآگاه) را ابداع کرد. او همچنین به دلیل ابداع عبارت «تاریخ عمل‌گرایانه قوه شناخت انسان»(pragmatische Geschichte des menschlichen Erkentnißvermogens) شناخته می‌شود، که بعداً توسط یوهان گوتلیب فیشته به عنوان «تاریخ عمل‌گرایانه روح انسان» (pragmatische Geschichtes des) شناخته شد.

## انتشارات برگزیده
- Anthropologie für Aerzte und Weltweise (انسان‌شناسی برای پزشکان و خردمندان جهان)، ۱۷۷۲
- Neue Anthropologie für Aerzte und Weltweise (انسان‌شناسی جدید برای پزشکان و خردمندان جهان)، ۱۷۹۰
- Über den Atheismus. Ein Gespräch (دربارهٔ الحاد، یک مکالمه)، ۱۷۸۳
- اصطلاحات فلسفی با برخی اصول برای تاریخ فلسفه، جلد. ۱: ۱۷۷۶، جلد. ۲: ۱۷۸۲
- Questiones physiologicae (سوالات فیزیولوژی)، ۱۷۹۴
- Quaestiones medicinae forensis (سوالات پزشکی قانونی)، ۱۸۱۷–۱۷۹۷